# Tag (graffiti)
Tag je jedna z nejzákladnějších a nejrozšířenějších forem graffiti, pro kterou je typické jednoduché psaní písmen, čísel a dalších symbolů ve veřejném prostoru. Jedná se o velmi rychlý a efektivní způsob, jakým autor zanechá svůj podpis na daném místě. Tagy bývají obvykle psány pomocí sprejů, fix nebo jiných psacích potřeb a jsou ve většině případů jednobarevné. Samotný akt psaní tagů se nazývá taggování.[zdroj?]

## Definice
Tag je prvotní formou novodobého graffiti, z které se postupně vyvinuly další dva základní druhy „throw upy“ a „piecy“. Pro tagy je charakterizující, že se většinou jedná o jednobarevné podpisy autorů a názvy jejich gangů.
Na jednu stranu lze najít tagy jednoduché a čitelné, které používají základní formu symbolů a jsou bez přidaných ozdobných prvků. Oproti tomu existují tagy velmi složité a silně stylizované, které obsahují ornamentální prvky, změny ve velikosti písmen a jejich běžných tvarů i neobvyklé spojení znaků, což pro nezainteresované pozorovatele může býti složité dešifrovat.

## Postihy
Většinou populace je nelegální graffiti, tedy i tagy, vnímáno jako vandalismus a je možné ho postihovat na základě trestního zákoníku České republiky.

## Druhy tagů
- Basic tag – základní forma tagu, kdy autor používá snadno čitelné písmo.
- Wildstyle tag – jedná se o složitější formu tagu, která bývá zpravidla i obtížněji čitelná.
- Kaligrafický tag – tagy využívající prvky kaligrafie a psány s kaligrafickými tryskami a hroty.
- One liner – tag jedním tahem.
- Non-permanent tag – tag, ke kterému se například používá lahev s vodou, nebo jiný předmět, který nezanechává permanentní stopu. (Například se vysuší)

## Galerie
Ukázka tagů a související terminologie:

Tag „1UP“ vytvořený pomocí hasícího přístroje, kdy byla hasicí kapalina nahrazena červenou barvou.

## Historie
Tagy lze považovat za první formu moderního graffiti. Zatímco lidé psali svá jména a jiný text na povrch již od existence písma, tagy lze v novodobých dějinách chápat jako podpisy výjimečné svou stylizací, které slouží k šíření, získávání slávy autorova jména a aby jejich jméno vidělo co nejvíce lidí.
Původně tagy vznikly ve Philadelphii díky autorovi s přezdívkou Cornbread a rozšířily se následně do New Yorku, kde se staly velmi populární v 60. a 70. letech díky umělcům, jako jsou TAKI 183 a Julio 204, kteří na rozdíl od Cornbreada psali své jméno po celém městě.